# Povest o dobrih ljudeh
Povest o dobrih ljudeh je povest avtorja Miška Kranjca leta 1940.

## Vsebina
Povest se dogaja na obrežju reke Mure, kjer v stari hišici živita zakonca Koštrč. Kot vsako jesen pa se k njima preseli družina Koren, torej mati Marta in oče Ivan s svojo slepo hčerjo Katico. Nekega večera pride k njim potepuh in zaprosi za prenočišče, a sredi noči pobegne in pusti za sabo tisočaka. Jožef ga najde in shrani. Naslednji dan pride Peter in ostane nekaj časa, ampak mora redno bežati pred žandarji. Medtem ko je tu, se zaljubi v Marto in ona vanj. Vsakič, ko gresta Jožef in Ivan po drva, Peter obišče Marto. To ugotovi samo slepa Katica in pove Ivanu, ki pa se odloči, da ne bo naredil ničesar. Ko čez nekaj dni pridejo žandarji, pojde Ivan posvariti Petra in ga zaloti z Marto. Petru pusti oditi, z Marto pa se ne pogovarja mesec dni. Ko se potepuh vrne, ga Jožef in Ana vprašata, zakaj je zadnjič tako izginil, on pa jima pove, da se mu je mudilo. Jožef mu potem ponudi tisočaka, ki ga je pozabil, a ga on zavrne. Pozneje se ponudi, da bo pomagal z drvmi. Medtem pa Marta razmišlja, kako bi pobegnila. Katica to ugotovi in gre do potepuha. Pove mu, da ve, da je on Peter in naj ustavi njeno mater, da ga ne bi šla iskat. Potepuh jo poskusi prepričati, da on ni Peter, a mu Katica ne verjame in odide. Katica si poje žalostno pesem, ko naenkrat prihiti vaški deček in ji reče, naj opozori Petra, da prihajajo žandarji. Katica odide v gozd, ampak se izgubi. Potem sede na trato in začne peti. Peter sliši petje in jo najde. Katica mu reče, naj pobegne, ker prihajajo žandarji. Peter želi Katico odnesti domov, a ona zagotovi, da pozna pot. Peter uspešno pobegne, Katica pa utone v močvirju.

## Osebe
- Jožef Košterca,
- Ana Košterca,
- Peter Košterca,
- Ivan Koren,
- Marta Koren,
- Katica Koren